# The Empire Strikes First
The Empire Strikes First is het dertiende studioalbum van de Amerikaanse punkband Bad Religion. De meeste teksten van de nummers op het album zijn gebaseerd op de oorlog in Irak.
Het album werd door Sputnikmusic uitgekozen tot het op negentien na beste punkalbum van het jaar 2004.

## Tracklist
1. "Overture" – 1:09 (Brett Gurewitz)
2. "Sinister Rouge" – 1:53 (Greg Graffin)
3. "Social Suicide" – 1:35 (Greg Graffin)
4. "Atheist Peace" – 1:57 (Greg Graffin)
5. "All There Is" – 2:57 (Brett Gurewitz)
6. "Los Angeles Is Burning" – 3:23 (Brett Gurewitz)
7. "Let Them Eat War" – 2:57 (Brett Gurewitz, Sage Francis, Brooks Wackerman, Brian Baker, Jay Bentley)
8. "God's Love" – 2:32 (Greg Graffin)
9. "To Another Abyss" – 4:07 (Greg Graffin)
10. "The Quickening" – 2:19 (Brett Gurewitz, Brooks Wackerman)
11. "The Empire Strikes First" – 3:23 (Brett Gurewitz, Brian Baker)
12. "Beyond Electric Dreams" – 4:02 (Brett Gurewitz, Brooks Wackerman)
13. "Boot Stamping on a Human Face Forever" – 3:49 (Gurewitz)
14. "Live Again (The Fall of Man)" – 3:35 (Greg Graffin)
15. "The Surface of Me" (bonusnummer op de Japanse uitgave) – 3:01 (Greg Graffin)

Noot: tussen haakjes staat de tekstschrijver.

## Samenstelling
- Greg Graffin - producer, zanger
- Brett Gurewitz - gitaar, achtergrondzang, producer
- Brian Baker - gitaar
- Greg Hetson - gitaar
- Jay Bentley - basgitaar, achtergrondzang
- Brooks Wackerman - drums
- David Bragger - violist in "Atheist Peace"
- Mike Campbell - gitaar in "Los Angeles Is Burning"
- Sage Francis - zang in "Let Them Eat War"